# Der Schachspieler (1927)
Der Schachspieler (Originaltitel: Le joueur d’echecs) ist der deutsche Titel des französischen Stummfilms Le joueur d'echecs, den Raymond Bernard 1926 nach dem Roman von Henry Dupuy-Mazuel für die Société des Films Historiques realisierte. Das Drehbuch schrieben der Regisseur und Jean-José Frappa unter Mitwirkung des Autors der Vorlage.
In diesem ‘exzellenten Klassiker des fantastischen Films’ (André Schulz, Pascal Simon) wird die faszinierende Geschichte um den Schachtürken des Erfinders Baron Wolfgang von Kempelen in das revolutionäre Polen von 1770 versetzt.

## Handlung
Wilna, 1776. Polen steht unter russischer Okkupation und die Spannungen zwischen Besetzern und Einheimischen drohen zu eskalieren. Baron von Kempelen, ein exzentrischer Erfinder, lebt allein in einem bizarren mechanischen Haus. Umgeben von seinen skurrilen Kreaturen schert ihn die Welt draußen eigentlich nur deswegen, weil er zwei Unruhestifter unter seinen Fittichen hat: Boleslas Vorowski, einen eigensinnigen Soldaten, und seine Pflegeschwester Sophie Novinska – beide führende Köpfe des polnischen Widerstandes in Wilna. Sophies Porträt ziert sogar die Fahne der Bewegung.
Als Boleslas einen russischen Soldaten umbringt, der versucht, eine polnische Tänzerin zu vergewaltigen, löst die Mordtat blutige Kämpfe zwischen Russen und Polen aus. Boleslas wird von den feindlichen Soldaten gejagt. Um ihm die Flucht zu ermöglichen, versteckt Kempelen den Aufständischen in seiner neuesten Erfindung, dem „Schachspieler“. Eingeklemmt in dem Automaten begibt sich Boleslas mit Baron von Kempelen und Sophie auf Tournee in Richtung Deutschland.
Sie nähern sich der Grenze, Kempelens Plan scheint aufzugehen. Bis Katharina die Große, Zarin des russischen Reichs, eine Partie gegen den „Schachspieler“ spielt – und verliert…

## Produktionsnotizen
“Der Schachspieler” war eine Produktion der Société des Films Historiques. Das Bühnenbild entwarf Jean Perrier, die Ausstattung gestaltete der Avantgarde-Architekt Robert Mallet-Stevens. Die Kostüme entwarfen Jean Perrier und Lucien Carré. Für die Photographie zeichneten Joseph-Louis Mundwiller, Marc Bujard, Willy Faktorovitch und Jean Hémard verantwortlich. Jean Hemard assistierte auch dem Regisseur. Produktionsassistentin war Lily Jumel, für die Spezialeffekte sorgte Walter Percy Day.
Die Illustrationsmusik komponierte 1926 der Massenet-Schüler Henri Rabaud. Für die restaurierte Fassung wurde sie 1990 vom Symphonieorchester Radio-Télé Luxemburg unter der Leitung von Carl Davis gespielt.
Der Film wurde in Frankreich am 20. Juli 1927 uraufgeführt, am 17. Mai 1930 in den USA. Die deutsche Premiere fand als Eröffnungsprogramm des Berliner Großkinos Beba Palast Atrium am 10. August 1927 statt. Er lief außerdem in Großbritannien, Spanien und Portugal, Dänemark und Griechenland und in Jugoslawien, in Übersee auch in Amerika und Brasilien. In Österreich wurde er auch unter dem Titel „Der Gefangene der Zarin“ gezeigt.
Ein tönendes remake drehte 1938 Jean Dréville mit Conrad Veidt. Es wurde auch in Spanien gezeigt.
Die Kopie im Bundesfilmarchiv hat eine Länge von 3106 Metern.
Der Kulturkanal ARTE zeigte Le joueur d'echecs in restaurierter Fassung am Freitag, den 31. August 2007 um 0.05 Uhr im Deutschen Fernsehen. Im Herbst 2010 lief der Film auf dem Festival Lumière in Lyon, wo ihn Florian Doidy mit einer improvisierten Musik am Flügel begleitete.

## Rezeption
Um das Jahr 1770 herum verblüffte der österreichische Hofbeamte und Mechanicus Wolfgang von Kempelen ganz Europa: er konstruierte den „Schachtürken“, einen Schach spielenden Automaten, der die bekanntesten Spieler der damaligen Zeit ebenso besiegte wie Friedrich den Großen und Napoleon. Jahrzehntelang kam niemand hinter das Geheimnis der mysteriösen Maschine, in deren Inneren sich ein Mensch befand.
raca [d. i. Siegfried Kracauer] besprach den Film in der Frankfurter Zeitung Nr. 61 vom 24. Januar 1927. Auch Ernst Jäger und in Österreich Fritz Rosenfeld (als Friedrich Feld) schrieben Rezensionen.
“Ein von einem historischen Roman angeregter Film, der durch seine Detailfreude und die prächtige Ausstattung besticht, während die hölzern gespielten Charaktere kaum glaubhaftes Leben entwickeln. Gleichwohl ein herausragendes Stummfilm-Epos, das lange Zeit als verschollen galt und 1990 aufwändig rekonstruiert wurde.”
“Die ‘expressionistische Ästhetik’ […] lässt sich an der düsteren Grundstimmung und dem rasanten Bildwechsel festmachen. Das Zusammenwirken von Geist und Mechanik erlebt seinen Höhepunkt, als gegen Ende des Films der menschliche Geist des Erfinders auch aus großer Entfernung zur Steuerung der Mechanik fähig ist.” (Göhler S. 250–251)
“Le Joueur d’échecs tranche donc sur les superproductions de l’époque avec son mélange d’intrigues historiques et de péripéties très science-fiction (l’attaque des automates de von Kemplen mérite de figurer désormais dans l’histoire du cinéma fantastique)” (Lenny Borger)
“Cinéaste humaniste et moraliste lucide, Bernard incarne l'idéal de la mesure française. L'honnêteté et l'esprit, davantage que la tourmente du génie, le caractérisent. Le rapport à l'Histoire que manifestent ses films, dans lesquels l'aspiration individuelle à la liberté et à l'autodétermination est broyée par les passions collectives, en est d'autant plus tragique. Les automates du ‘Joueur d'échecs’ qui reproduisent cet assujettissement de l'homme, tout comme l'omniprésence spectrale de la mort qui poursuit les vivants des Croix de bois, témoignent d'une conscience aiguë de cette maléfique duplicité.”
(J. Mandelbaum, Oktober 2010)
“Als hätte Regisseur Raymond Bernard sein künftiges Schicksal in diesem Film teilweise antizipiert: 1940 floh der jüdische Filmemacher vor den Nazis und versteckte sich bis Kriegsende in einem Gebirgsstock in den französischen Alpen. Sein Film, 1990 restauriert, beeindruckt den Zuschauer auch heute noch durch aufwändige Ausstattung und spektakuläre Darstellung des polnischen Aufstands.”
(André Schulz, Pascal Simon)